# 朱之蕃
朱之蕃（1558年—1626年），字元介，号兰嵎。原籍山东聊城茌平县，附籍南直锦衣卫（今属江苏南京）。明朝政治人物、状元。

## 生平
朱之蕃自幼工书善画，能诗能文。万历二十二年中应天府乡试第七十名举人，二十三年（1595年）登乙未科會試第六十五名，一甲第一名进士（状元）。授翰林院修撰。二十五年丁父憂，二十八年復除原职。二十九年同考會試。历官谕德、庶子、少詹事，升礼部侍郎，官至吏部右侍郎。万历三十三年（1605年）曾出使朝鲜，不辱使命。因母丧去职。天启六年（1626年）卒。追赠礼部尚书。南京至今仍有朱狀元巷。

## 家族
先祖世居茌平，后附籍南京锦衣卫。曾祖朱成。祖父朱隆。父朱衣，字正伯，嘉靖四十三年舉人，官至湖廣沅州知州。母周氏。弟之夔、之士，俱庠生。

## 艺术成就
之蕃工书画，真書、行书师从赵孟頫，得颜真卿、文徵明笔意，山水画有米芾等大家风韵。又喜收藏书画、古玩。
北京故宫博物院藏有之蕃于泰昌元年（1620年）所绘之《君子林图卷》。

## 著作
著有《使朝鲜稿》、《纪胜诗》、《南还杂著》等。